# Liebstedt
Liebstedt is een Ortsteil van de Duitse gemeente Ilmtal-Weinstraße in Thüringen. Het dorp komt als Liuprethestal voor in de annalen van het klooster Fulda uit 876.
Op 31 december 2013 fuseerden negen van de tien tot dan toe zelfstandige gemeenten Liebstedt, Mattstedt, Niederreißen, Niederroßla, Nirmsdorf, Oberreißen, Oßmannstedt, Pfiffelbach en Willerstedt uit de Verwaltingsgemeinschaft Ilmtal-Weinstraße tot Ilmtal-Weinstraße en werd de gemeente Liebstedt opgeheven.

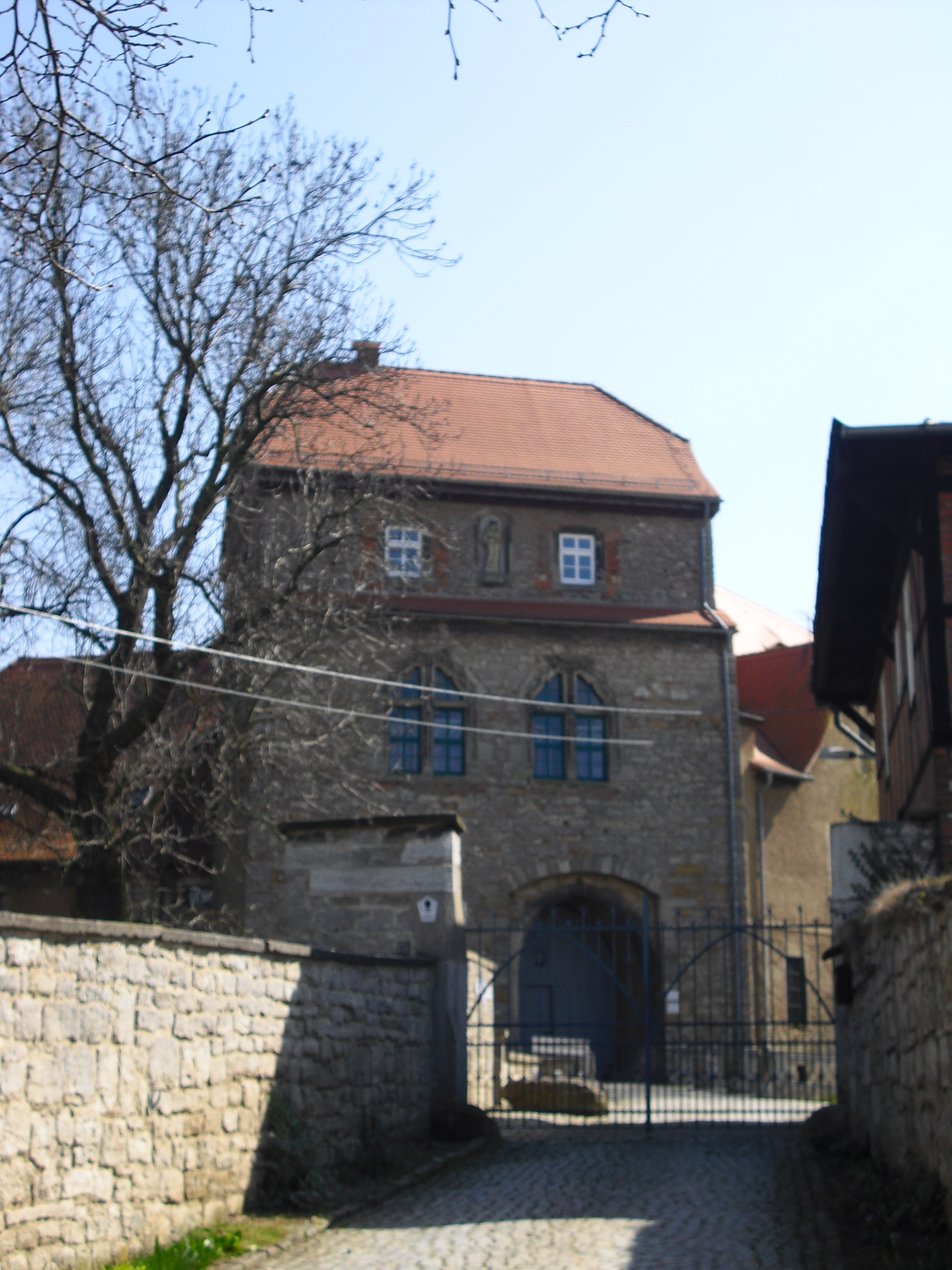
Ordensburg
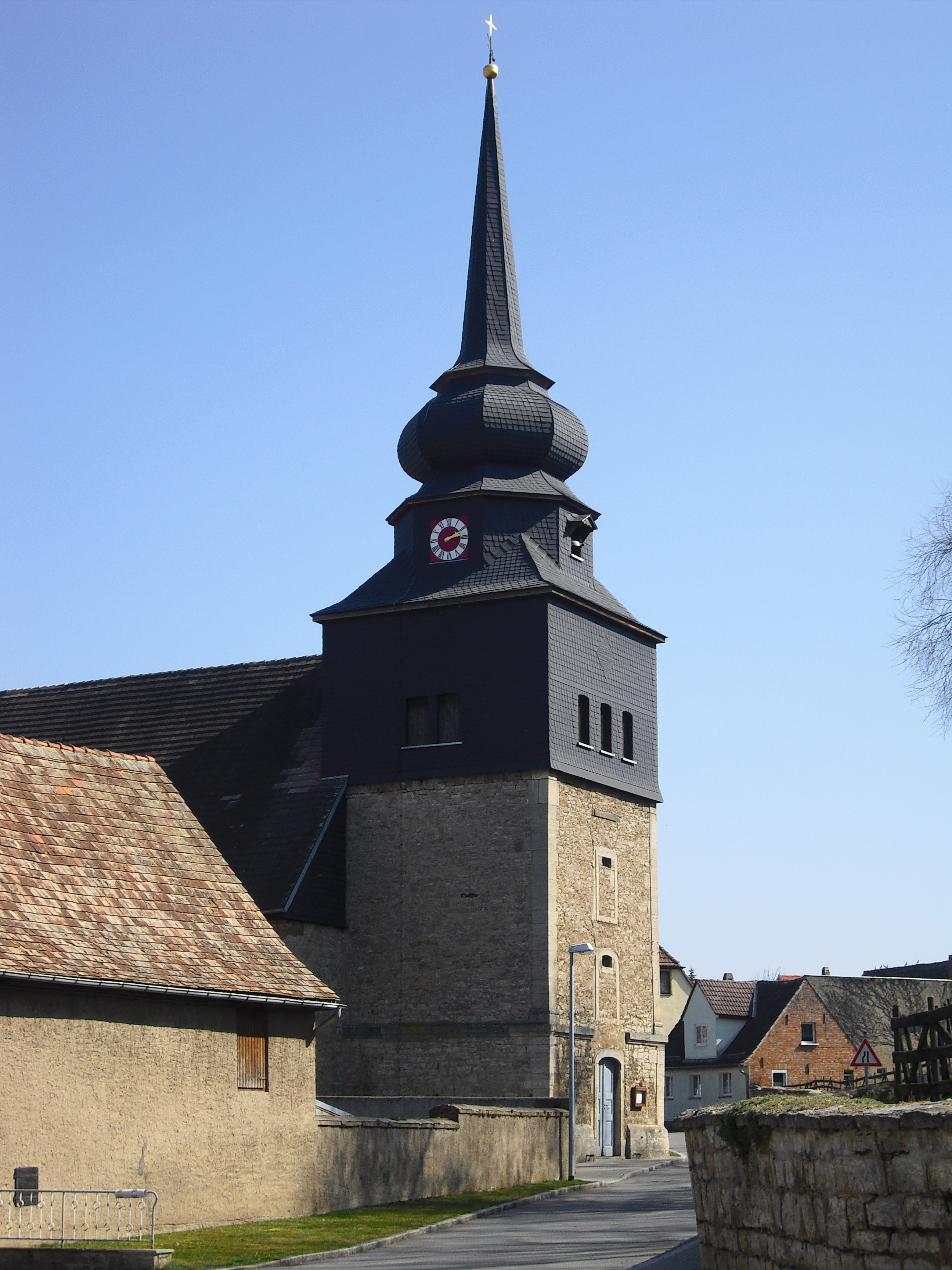
Kerk van Liebstedt

Denstedt · Goldbach · Kromsdorf · Leutenthal · Liebstedt · Mattstedt · Niederreißen · Niederroßla · Nirmsdorf · Oberreißen · Oßmannstedt · Pfiffelbach · Rohrbach · Ulrichshalben · Wersdorf · Willerstedt